# Lac Amik
Le lac Amik ou lac d'Antioche était un lac d'eau douce de la province de Hatay en Turquie. Il a été asséché entre 1940 et 1970.

## Assèchement
Ce lac a été asséché afin d'éliminer la malaria dans la région et pour la culture de coton. Les deux rivières affluentes du lac (Karasu et Afrin) ont été redirigées pour se jeter directement dans l'Oronte.
En 2007, l'aéroport de Hatay a été construit au centre de l'ancien lac.

## Conséquences sur l'environnement
Ce lac constituait un point d'approvisionnement pour de nombreuses espèces d'oiseaux migrateurs. Certains, comme Anhinga rufa, ont disparu de la région à cause de l'assèchement du lac,.
Ce lac abritait également des poissons endémiques à la région. Acanthobrama centisquama, qui n'était présent que dans deux lacs, est maintenant en critique danger d'extinction.